# Williston (Vermont)
Williston es un pueblo ubicado en el condado de Chittenden en el estado estadounidense de Vermont. En el año 2010 tenía una población de 8.698 habitantes y una densidad poblacional de 109,41 personas por km².

## Geografía
Williston se encuentra ubicado en las coordenadas 44°26′43″N 73°5′57″O / 44.44528, -73.09917.

## Demografía
Según la Oficina del Censo en 2000 los ingresos medios por hogar en la localidad eran de $61,467 y los ingresos medios por familia eran $69,762. Los hombres tenían unos ingresos medios de $49,048 frente a los $31,740 para las mujeres. La renta per cápita para la localidad era de $29,757. Alrededor del 1.5% de la población estaban por debajo del umbral de pobreza.